# Mikael Appelgren (stolnotenisač)
Mikael Appelgren je švedski stolnotenisač. Natjecao se na međunarodnoj razini od 1979. do 1996. godine. Rođen je 15. listopada 1961. u Stockholmu. Ima 15 zlatnih medalja s velikih međunarodnih turnira - 9 s europskih prvenstava, 4 sa svjetskih prvenstava, 2 sa svjetskih kupova te 2 s turnira Europa Top-12. Mikaelov je pokrovitelj bila tvrtka Donic. Oženjen je Maritom Appelgren i s njom ima dvoje djece, Marlene i Marlon.

## Način igre
Mikael je ljevoruk. Vrlo je poznat po svojoj sposobnosti da igra vrlo daleko od stola, zbog čega je bio vrlo dobar igrač u parovima. Taj je način igre tijekom godina dobio naziv appleing, po Mikaelovom prezimenu. 

## Klubovi
- Wermlandsföreningen (??-1974.)
- Stockholms Spårvägars GoIF (1974. – 1980.)
- Reutlingen (1980. – 1986.)
- Ängby SK (1986. – 1996.)
- Bad Honnef (1996. – 1997.)
- TTK Würzburger Hofbräu (1997. – 1999.)
- Ängby SK (1999. – 2008.)
- Stockholms Spårvägars GoIF (2008.-kraj karijere)